# Шаблони проєктування програмного забезпечення
Шаблони проєктування програмного забезпечення (англ. software design patterns) — ефективні способи розв'язання задач проєктування програмного забезпечення. Шаблон не є закінченим зразком, який можна безпосередньо транслювати в програмний код. Об'єктно-орієнтований шаблон зазвичай є зразком вирішення проблеми і відображає відношення між класами та об'єктами, без вказівки на те, як буде зрештою реалізоване це відношення.

## Історія
У 70-х роках двадцятого сторіччя архітектор Крістофер Александр (англ. Christopher Alexander) склав перелік шаблонів проєктування. В області архітектури ця ідея не отримала такого розвитку, котрого вона досягла пізніше в області розробки програмного забезпечення.
У 1987 році Кент Бек (англ. Kent Beck) і Вард Каннігем (англ. Ward Cunningham) узяли ідеї Крістофера Александра та розробили шаблони відповідно до розробки програмного забезпечення для розробки графічних оболонок мовою Smalltalk.
У 1988 році Еріх Ґамма (англ. Erich Gamma) почав писати докторську роботу при цюрихському університеті про загальну переносимість цієї методики на розробку програм.
У 1989–1991 роках Джеймс Коплін (англ. James Coplien) трудився над розробкою ідіом для програмування мовою C++ та опублікував у 1991 році книгу «Advanced C++ Idioms».
У цьому ж році Ерік Ґамма закінчує свою докторську роботу та переїздить до США, де у співробітництві з Річардом Гелмом (англ. Richard Helm), Ральфом Джонсоном (англ. Ralph Johnson) та Джоном Вліссідсом (англ. John Vlissides) публікує книгу «Design Patterns — Elements of Reusable Object-Oriented Software». У цій книзі описані 23 шаблона проєктування. Також команда авторів цієї книги відома суспільству під назвою Банда чотирьох (англ. Gang of Four - GoF). Саме ця книга послужила приводом до прориву методу шаблонів.

### Типи шаблонів GOF
- Основні шаблони
- Твірні шаблони
- Структурні шаблони
- Шаблони поведінки
- Шаблони паралельних операцій

### Шаблони GRASP
Також існує інша група шаблонів проєктування, що отримала назву GRASP — General Responsibility Assignment Software Patterns. Опис цих шаблонів наводить Крег Ларман у своїй книзі. Шаблони GRASP формулюють найбільш базові принципи розподілу обов'язків між типами.
До складу шаблонів GRASP входить 9 шаблонів:
- Інформаційний експерт (Information Expert)
- Творець примірників класу (Creator)
- Низька зв'язаність (Low Coupling)
- Високе зчеплення (High Cohesion)
- Контролер (Controller)
- Поліморфізм (Polymorphism)
- Штучний (Pure Fabrication)
- Перенаправлення (Indirection)
- Стійкий до змін (Protected Variations)